# Податкова система Швеції
Оподаткування в Швеції на зарплату для працівника передбачає внески для трьох різних рівнів влади: комуни, лена, і центрального уряду. Внески на соціальне забезпечення сплачуються для фінансування системи соціального забезпечення.
Податок на доходи від виплати заробітної плати вираховується роботодавцем (система PAYE, тобто які сплачуються одразу, щомісячно) і сплачується безпосередньо роботодавцем Шведському податковому агентству (швед. Skatteverket).
Ефективна ставка оподаткування у Швеції зазвичай називається однією з найвищих у світі; див. список країн за ставками оподаткування.

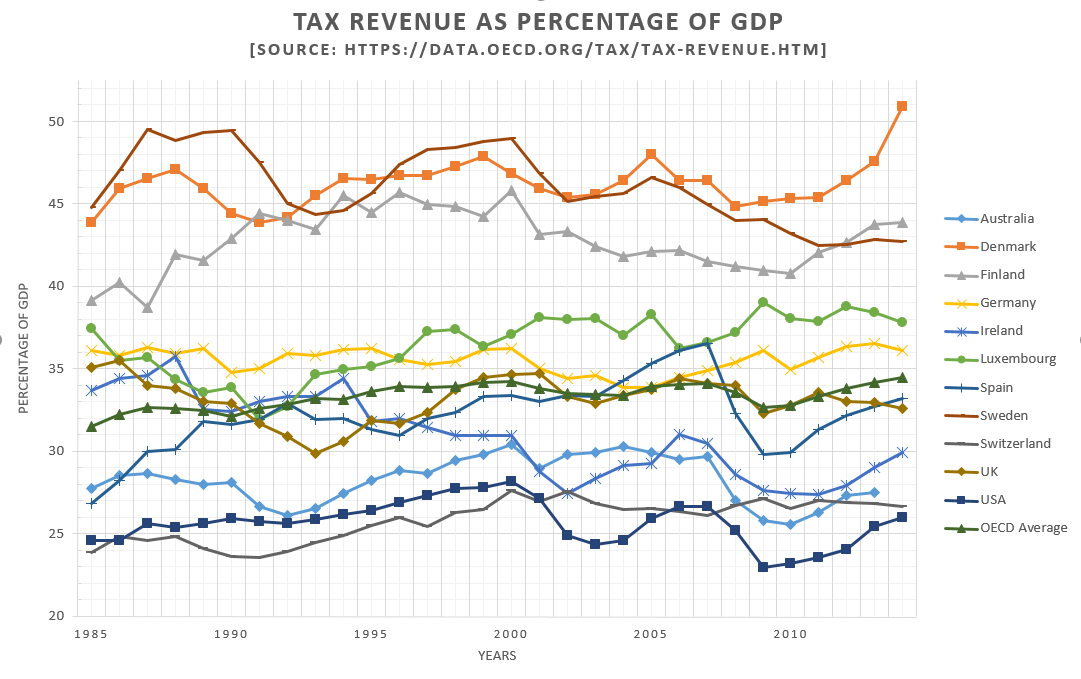
Загальні податкові надходження як відсоток від ВВП Швеції за останні кілька десятиліть у порівнянні з іншими високорозвиненими державами

Швеція має систему оподаткування доходів від роботи, яка поєднує в собі податок на доходи фізичних осіб (сплачується працівником) з внесками соціального забезпечення (внески роботодавців), які сплачуються роботодавцем. Таким чином, загальна вартість заробітної плати для роботодавця — це валова зарплата плюс внески на соціальне забезпечення. Роботодавець робить щомісячні попередні відрахування податку на прибуток, а також сплачує внески на соціальне забезпечення до Шведського податкового агентства.
Податок на прибуток залежить від оподатковуваної особи в Швеції, а внески на соціальне забезпечення залежать від того, чи особа є частиною шведського плану соціального страхування. Податок на прибуток доопрацьовується через річну податкову оцінку за рік, наступний за роком прибутку.
27 % грошей платників податків у Швеції йдуть на освіту та охорону здоров'я, тоді як 5 % — на поліцію та військову службу, а 42 % — на соціальне забезпечення.

## Податок на додану вартість
Податок на додану вартість (швед. mervärdesskatt або швед. moms) в Швеції становить 25 %, з винятками на продукти харчування та послуги, такі як плата за проживання в готельних номерах (12 %), а також продажі публікацій, вхідних квитків до культурних заходів та подорожей у межах Швеції (6 %).

## Податок на доходи фізичних осіб
Швеція застосовує прогресивне оподаткування, загальні ставки на 2018 рік такі (на основі щорічних доходів):
- 0 % від 0 SEK до 18 800 SEK
- Приблизно 32 % (приблизно 11 % для лену та 20 % податків для комуни, що є середніми цифрами по Швеції): від 18 800 до 468 700 шведських крон
- 32 % + 20 %: від 468 700 до 675 700 шведських крон
- 32 % + 25 %: понад 675 700 крон[4]

Перші 18 000 крон щорічного доходу не оподатковуються. Оподатковуваний дохід зменшується на загальних відрахуваннях, що означає, що граничний податок на практиці коливається від 7 % до доходу трохи вище 18 800 крон до 60.1 % від доходів вище 675 700 крон.
Для середньої заробітної плати, для додаткової оплати в розмірі 100 крон, працівник спочатку платить 32 крон у вигляді податку на прибуток (прямий, 32 %); на додаток до цього, роботодавець сплачує і додатково 31.42 крон у соціальних платежах роботодавця (непрямий, 31.42 %) як плату за приєднання працівника до соціального забезпечення в Швеції. Ефективна ставка може бути знижена, наприклад, за рахунок податкових пільг та іншими відрахуваннями.
Крім того, працівник сплачує 7 % пенсійних внесків у державну систему, з лімітом щорічного доходу 420 447 шведських крон. Таким чином, максимальний внесок працівників становить 29 400 крон. Внески працівників повністю оподатковуються.

## Внески на соціальне забезпечення
В 2018 році шведський внесок соціального страхування, що сплачується роботодавцем, становить 31.42 відсотка, розрахований на зарплату працівника до сплати податків. Для старих працівників цей відсоток є нижчим Специфіка внесків на соціальне забезпечення (внески роботодавця) можна знайти на вебсайті Шведського податкового агентства.

## Дохід з капіталу
Швеція має єдину ставку податку в розмірі 30 % для доходів з капіталу. Шведські податкові органи визначають доходи від капіталу як доходи, які не можна віднести до операцій або послуг. Наприклад; оренда приватних активів, дивідендів, прибуток від продажу активів та виплати відсотків.

## Корпоративний податок
Корпоративний податок у Швеції становить 22 %.

## Реєстрація іноземних компаній або приватного підприємця в Швеції
Іноземна компанія, що здійснює підприємницьку діяльність у Швеції, будь то фізична або юридична особа, може стати оподатковуватись за ПДВ, внесками роботодавця та / або податком на прибуток. Потім компанія повинна подати заявку на реєстрацію в Шведське податкове агентство і може подати заявку на шведський сертифікат про сплату податків.
У брошурі «Заява на податок для іноземних підприємців», формі SKV 419 та SKV 4632 є інформація про те, як подати заявку.
Єдині торговці, які мають шведський персональний номер, і корпорації, які мають представника, який має шведський особистий номер і які також мають право підписувати (уповноважені самостійно підписуватись) від імені компанії, можуть подати заявку в електронному вигляді через вебсайт verksamt.se. Сайт verksamt.se спільно управляється Шведським податковим агентством, Шведською службою реєстрації компаній та Шведським агентством економічного та регіонального розвитку. Інші іноземні компанії можуть подавати свої заявки безпосередньо в міжнародні податкові служби до Шведського податкового агентства поштою. При реєстрації в Шведському податковому агентстві іноземна компанія отримує унікальний шведський ідентифікаційний номер. Для отримання такого номера фізичною особою, вони повинні підтвердити свою особу паспортом або іншим таким посвідченням або документом. Для юридичної особи вимагається, щоб ідентифікація підтверджувалася певною формою завіреного свідоцтва про реєстрацію, а представник має продемонструвати свої повноваження представляти (підписувати) від імені юридичної особи, коли вона вимагає реєстрації для оподаткування. Іноземні юридичні особи, що діють у Швеції, повинні спочатку звернутися до відділу реєстрації шведських компаній, щоб запитати, чи вони повинні зареєструвати філію. Якщо така реєстрація буде здійснена в Шведській службі реєстрації компаній, вони отримають шведський реєстраційний номер від Шведського податкового агентства. Для отримання контактної інформації зверніться на вебсайт Шведської служби реєстрації компаній.
Додаткову інформацію англійською мовою можна знайти на вебсайті Шведського податкового агентства.
Зверніть увагу, що придбання шведської компанії або шведської нерухомості не обов'язково дає право на проживання в Швеції. Шахраї в деяких країнах продають такі активи, стверджуючи, що вони нададуть право на проживання.